# WINDOW (PEARLのアルバム)
『WINDOW』（ウィンドウ）は、PEARLのアルバム。

## 概要
田村直美ソロプロジェクト期最後のオリジナル・アルバム。歌詞カードには萩原健太のライナーノーツが付属している。

## 批評
CDジャーナルは「窓の外には、形式に捕われることなくもの凄くナチュラルに、伸びやかに、自分の歌を歌い始めた彼女の姿が見える」と評した。

## 収録曲
1. ALL RIGHT
2. 泣きくずれる君を抱きしめて
3. HEAVEN
4. RISING GENERATION
5. どうぞ教えてください
6. 風がやんだら
7. TRUST
8. FIGHTING HEART
9. RAMBLIN' ROSE
10. FEEL SO BAD
11. SHADOW PICTURE

作詞：田村直美　編曲：月光恵亮・須貝幸生・神長弘一(#ALL)
作曲：田村直美(#1 - 3, 5 - 11)、須貝幸生(#4)

## レコーディング参加
- 神長弘一 - ギター、コーラス
- 須貝幸生 - ベース
- 渡嘉敷祐一 - ドラム
- 前野知常 - キーボード、コーラス
- スティーヴ・エトウ - パーカッション
- 高橋利光 - ディレクター